# A Nemzeti Színház Könyvtára
A Nemzeti Színház Könyvtára egy 19. század végi magyar színművészeti könyvsorozat volt, amely korabeli nevezetes színdarabok szövegét adta közre a nagyközönség számára 20–70 oldalas kisebb könyvekben (füzetekben). A sorozat Pfeifer Ferdinánd kiadásában Budapesten jelent meg 1871 és az 1900-as évek eleje között, egyes köteteit többször újranyomták. A 164 kötet a következő volt:
- 1. Szigligeti Ede. Török János. Eredeti dráma 5 felv. (39 l.) 1871.
- 2. Augier E. Forestier Pál. Színmű 4 felv. Ford. Paulay E. (55 l.) 1871.
- 3. Goethe. Egmont. Szomorújáték 5 felv. Ford. Szigligeti Ede. (48 l.) 1871.
- 4. Jósika Kálmán, b. A két jó barát. Dráma 5 szakaszban. (35 l.) 1871.
- 5. Tóth Kálmán. A nők az alkotmányban. Vígjáték 3 felv. (70 l.) 1871.
- 6. Szépfaludy Ő. F. A regény vége. Vígjáték 1 felv. (32 l.) 1871.
- 7. Berczik Árpád. A közügyek. Vígjáték 1 felv. (32 l.) 1871.
- 8. Labiche E. és Mus E. után Feleki J. A kompanisták. Vígjáték. I. felv. (26 l.) 1871.
- 9. Clairville és Gastineau után Benedek József. Erneszt. Vígjáték 1 felv. (24 l.) 1871.
- 10. Justus. A phrenolog. Eredeti bohózat 1 felv. 1871.
- 11. Balázs S. Miért nem házasodik meg a sógor? Eredeti vígjáték. (22 l.) 1871.
- 12. Treitschke. Fidelio. Opera 2 felv. Ford. Lengrey. Zenéjét szerzé Beethoven. (22 l.) 1871.
- 13. Wagner R. Tannhäuser. Regényes dalmű 3 felv. Ford. Ábrányi K. (20 l.) é. n.
- 14. Feuillet Octave. Dráma 3 felv. Ford. Paulay Ede. (33 l.) 1871.
- 15. Grange J. és Bernard V. Már alszik? Vígjáték 1 felv. Ford. Szerdahelyi K. (24 l.) 1871.
- 16. Hugo Viktor. Angelo. Dráma 5 felv. Ford. Endrődi S. (52 l.) 1871.
- 17. Szigligeti. Az udvari bolond. Eredeti vígjáték 2 felv. (61 l.) 1871.
- 18. Mosing C. Laury kisasszony. Dráma 5 felv. Ford. Paulay E. (49 l.) 1871.
- 19. Bekett G. A dicsőség bajjal jár. Bohózat 1 felv. Angolból ford. N. N. (26 l.) 1871.
- 20. Láng Lajos. Nőudvarlás. Eredeti vígjáték 1 felv. 1871.
- 21. Scribe. A huguenották. Opera 5 felv. Ford. Nádaskay L. Zenéjét szerzé Meyerbeer (35 l.) 1871.
- 22. Lunn J. Apró félreértések. Vígjáték 1 felv. Angolból ford. N. N. (32 l.) 1871.
- 23. Saint Georg és M. Az árny. Víg opera 3 felv. Ford. Ormai F. Zenéjét szerzé Flotow M. (13 l.) 1871.
- 24. Szigligeti Ede. Struensee. Eredeti tragédia 5 felv. (72 l.) 1872.
- 25. Wagner B. Lohengrin. Regényes dalmű 3 felv. Ford. Böhm G. és Ormai F. (28 l.) 1871.
- 26. Szigligeti Ede és Balázs S. A strike. Eredeti népszínű 3 szakaszban. 1872.
- 27. Schauffert. Sakk a királynak. Vígjáték 4 felv. Ford. Dux L. (27 l.) 1873.
- 28. Hennequin Alfréd. Három kalap. Vígjáték 3 felv. Ford. Sz. K. (53 l.) é. n.
- 29. Moser G. Kukli-prédikácziók. Vígjáték 1 felv. Ford. Sz. K. (27 l.) é. n.
- 30. Feuilet Octave. A visszatorlás, vagy pro és contra. Dramolet 1 felv. Ford. Eisenstein Adolf. (815 l.) 1871.
- 31. Barbie Gy. és Carré M. Romeo és Julia. Nagy opera 5 felv. Ford. Ormai Ferencz. Zenéjét szerzé Gounod F. Ch. (824 l.) 1872.
- 32. Abonyi L. A betyár kendője. Népszínmű dalokkal 4 szakaszban. (67 l.) 1872.
- 33. Ferrari P. A párbaj. Dráma 5 felv. Olaszból ford. Csepreghy L. (67 l.) 1872.
- 34. Müller H. A váróteremben. Vígjáték 1 felv. Ford. Sz. K. 1872.
- 35. Toldy I. A jó hazafiak. Vígjáték 4 felv. 1872.
- 36. Delavigne. Ördög Róbert. Regényes dalmű 5 felv. Ford. Asztalos. Zenéjét szerzé Meyerbeer. (29 l.). 1872.
- 37. Ábrányi E. A váróteremben. Dramolet 1 felv. (23 l.) 1872.
- 38. Banville. Gringoire. Vígjáték 1 felv. Ford. E. D. 1872.
- 39. Ábrányi K. ifj. A „légy-ott”. Eredeti vígjáték 1 felv. 1872.
- 40. Wilbrandt A. A házasok. Vígjáték 1 felv. Ford. E. D. (52 l.) 1873.
- 41. Szigligeti Ede. Valéria. Eredeti tragédia 5 felv. (52 l.) 1873.
- 42. Szigligeti Ede. Az uj világ. Eredeti vígjáték 3 felv. 1873.
- 43. Augier és Sandeau után Feleki M. Nemes és polgár. Vígjáték 3 felv. (67 l.) 1873.
- 44. Mignon. Opera 3 felv. Goethe „Vilmos mester tanévei” után. Zenéjét szerzé Thomas A. (36 l.) 1873.
- 45. Wagner H. A bolygó hollandi. Dalmű 3 felv. Ford. ifj. Ábrányi Kornél. (23 l.) 1873.
- 46. Giacometti Pál, ifj. Károly Anglia királya. Tört. vígjáték 5 felv. Ford. Csepreghi L. (68 l.) 1873.
- 47. Meilhac után Ábrányi Emil. A másoló. Dramolette 1 felv. (27 l.) 1873.
- 48. Berczik Árpád. A székelyföldön. Eredeti népszínmű 3 felv. (64 l.) 1874.
- 49. Weilen J. Dolores. Dráma 5 felv. Ford. Paulay Ede. (80 l.) 1874.
- 50. Glubiczy L. Sziget a szárazon. Eredeti vígjáték 1 felv. (27 l.) 1874.
- 51. Szigligeti. Az amerikai. Eredeti népszínmű 3 szakaszban, dalokkal, 1874.
- 52. Jósika Kálmán. Salome. Dráma 5 felv. (46 l.) 1875.
- 53. Toldy I. Az új emberek. Vígjáték 3 felv. 1874.
- 54. Horváth M. Régi urak. Színmű 3 felv. Ford. Csepreghy. (72 l.) 1875.
- 55. Deák Farkas. Könnyelműség és szerelem. Színmű 5 felv. 1874.
- 56. Fredro G. S. A mentor. Vígjáték 3 felv. Ford. Csepreghi. (72 l.) 1875.
- 57. Kind Frigyes. A bűvös vadász. Regényes opera 4 felv. Ford. Ormai. Zenéjét szerzé Weber K. M. 1874.
- 58. Sardou. Rabagas. Színmű 5 felv. Ford. Deák F. 1874.
- 59. Sandeau Gy. Marcel. Dráma 1 felv. Ford. Paulay Ede. (19 l.) 1874.
- 60. Wilbrandt Adolf. Képíró. Vígjáték 3 felv. Ford. Erdélyi B. (51 l.) 1874.
- 61. Garand. Mi a jelszó? Vígjáték 1 felv. Ford. K. T. (19 l.) 1874.
- 62. Varga János. A véletlen. Vígjáték 1 felv. (32 l.) 1874.
- 63. Gaal J. Peleskei nótárius. Bohózat 3 szakaszban. 4 felv. (55 l.) 1874.
- 64. Toldy István. Kornélia. Színmű 4 fel. (60 l.) 1874.
- 65. Kazár Emil. A kincskeresők. Népszínmű 5 felv. (50 l.) 1874.
- 66. Benedix. A nőgyülölő. Vígjáték. 1 felv. Ford. Ujházi Ede. (17 l.) 1875.
- 67. Oldal József. Touloni éj. Eredeti dráma. 4 felv. 1875.
- 68. Auiger E. Giboyer fia. Színmű 5 felv. Ford. Csáthy G. 1875.
- 69. Feuillet O. A marquisné arczképei. Vígjáték 3 képben. Ford. Sz. K. 1875.
- 70. Greguss Ágoston. A levél. Vígjáték. 1875.
- 71. Zichy Antal. Stuart Mária Skóthonban. Korrajz. 1875.
- 72. Tóth Ede. A falu rossza. Eredeti népszínmű dalokkal, tánczczal. 3 felv. (70 l.) 1875.
- 73. Wagner Richárd. Rienzi, az utolsó tribun. Nagy dalmű 5 felv. Ford. Böhm Gusztáv. (26 l.) 1874.
- 74. Fredro, id. gr. Vidor úr. Vígjáték 4 felv. „Pan Jovialsky” lengyel eredetije után magyarosította Törs Kálmán. (69 l.) 1875.
- 75. Ghistanzoni Antal. Aida. Dalmű 4 felv. Olaszból ford. Ormai Ferencz. Zenéjét szerzé Verdi G. (30 l.) 1875.
- 76. Abonyi L. Panna asszony leánya. Népszínmű 3 felv. (88 l.) 1875.
- 77. Jókai Mór után Szigligeti Ede. A háromszéki leányok. Eredeti népszínmű 3 szakaszban, dalokkal. (43 l.) 1875.
- 78. Bayard. A czárnő foglya. Vígjáték 3 felv. Ford. Ujházy Ede. (39 l.) 1875.
- 79. Berczik Árpád. Házasítók. Vígjáték 4 felv. (58 l.) 1875.
- 80. Dumas S. Felhívás a keringőre. Vígjáték 1 felv. Ford. Szigligeti Ede. 827 l.) 1875.
- 81. Magitay D. Cserebogár. Énekes népszínmű 5 felv. (56 l.) 1875.
- 82. Brankovich György. Eredeti dalmű 4 felv. Zenéjét szerzé Erkel Ferencz. Szövegét Obernyik Károly drámája után Ormai és Odry 18…
- 83. Laya Leon. A farkas torka. Színmű 4 felv. Ford. Feleki József. (67 l.) 1875.
- 84. Gondinet és Deslandes. Gilberte. Vígjáték 4 felv. (77 l.) 1875.
- 85. Szigligeti. II. Rákóczy Ferencz fogsága. Eredeti történeti dráma 5 felv. (61 l.) é. n.
- 86. Berczik Á. Egy szellemdús hölgy. Eredeti vígjáték 1 felv. (26 l.) 1875.
- 87. Scribe. Egy pohár víz. Vígjáték 5 felv. Ford. Nagy I. (85 l.) 1875.
- 88. Tóth Ede. A kíntornás család. Eeredeti népszínmű 3 felv. 1875.
- 89. Szulyofszky K. Női diplomatia. Eredeti népszínmű 1 felv. (47 l.) 1875.
- 90. Kazár Emil. A hátrahagyott család. Színmű 4 felv. (47 l.) 1875.
- 91. Szigligeti. Szökött katona. Eredeti színmű 3 szakaszban. 1875.
- 92. Szigligeti. A czigány. Eredeti színmű 3 felv. Zenével, népdalokkal és tánczczal. (57 l.) 1875.
- 93. Szigligeti. Világ ura. Eredeti történelmi szomorújáték 5 felv. (75 l.) 1875.
- 94. Szigligeti. Két pisztoly. Eredeti színmű 3 szakaszban, népdalokkal és tánczczal. (58 l.) 1875.
- 95. Szigligeti. IV. Béla. Eredeti szomorújáték 5 felv. (68 l.) 1875.
- 96. Björnson Björnstjerne. A csőd. Szinmű 5 felv. Ford. Bercsényi Béla. (98 l.) 1876.
- 97. About F. A rablógyilkos. Vigj. 1 felv. Ford. Kuliffay Eqde. (30 l.) 1874.
- 98. Virág Benő. Egy királynő szerelme. Tragoedia 5 felv. (52 l.) 1876.
- 99. Antigone. Sophokles tragoediája. Ford. Csiky Gergely. (56 l.) 1876.
- 100. Sardou Viktor. Samu bácsi. Szinmü 4 felv. Ford. Feleki József. (110 l.) 1876.
- 101. Sardou Viktor. Az új czég. Szinmü 5 felv. Ford. Náday Ferencz. (103 l.) 1876.
- 102. Zichy Géza gr. A szerelem harcza. Dráma 5 felv. (49 l.) 1876.
- 103. Crisafulli és Stapleaux. A bálvány. Szinmü 4 felv. Ford. S. L. (61 l.) 1876.
- 104. Várady Antal. Iskarióth. Tragoedia 5 felv. (92 l.) 1876.
- 105. Bercsényi Béla. Az ezredes leánya. Dramolett 1. felv. (20 l.) 1876.
- 106. Szigligeti Ede. Perényiné. Eredeti dráma két részben. (55 l.) 1876.
- 107. Barrière Theodor. A legujabb botrány. Vigj. 3 felv. Ford. Feleki József. (57 l.) 1876.
- 108. Carmen. Dalmü 4. felv. Merimée Prosper beszélye után szövegét irták: Meilbac H. és Halévy. Zenéjét irta Bizet György. Magyar…
- 109. Augier Emil. Caverletné. Szinmü 4 felv. Ford. Halmy Ferencz. (56 l.) 1876.
- 110. Jókai Mór. Milton. Dráma 4 felv. (99 l.) 1877. –.60
- 111. Oedipus Kolonosban. Sophokles tragoediája. Ford. Csiky Gergely. (71 l.) 1877.
- 112. Barbier Gy. és Carré M. Pál és Virginia. Dalmü 3. felv. és 6 képben. Forditotta id. Ábrányi Kornél. Zenéjét irta Massé Viktor
- 113. Sardou V. és Nuitter K. Piccolino. Vig dalmü 3 felv. Ford. Böhm. Zenéjét szerzé Guiraud Ernő. (60 l.) 1878.
- 114. Berczik Árpád. A kék szoba. Vigj. 1 felv. (24 l.) 1878.
- 115. Farodi. A legyőzött Róma. Tragoedia 5 felv. Ford. Paulay. (71 l.) 1878.
- 116. Poirson Pál és Gallet Lajos. Cinq-Mars. Nagy opera 4 felv. Ford. id. Ábrányi Kornél. Zenéjét szerzé Gounod K. (39 l.) 1878.
- 117. Dumas Sándor ifj. Két apa. Szinmű 4 felv. Ford. Halmay Ferencz. (65 l.) 1878.
- 118. Tóth Ede. A toloncz. Eredeti népszinmü 3 felv. (71 l.) 1878.
- 119. Grillparzer Ferencz. Sappho. Szomorujáték 4 felv. Fod. GarayAlajos. (76 l.) 1878.
- 120. Gallet Lajos. Lahor királya. Dalmü 5 felv. Zenéjét Massanet J. Magyarra ford. id. Ábrányi Kornél. (311 l.) 1879.
- 121. Várady Antal. Tamóra. A gróf Teleky-alapitványból 100 arany pályadijjal jut. eredeti tragoedia 4 felv. (60 l.) 1879.
- 122. Carre M. és Barbier Gy. Jeanette menyegzője. Vig dalmü 1 felv. Ford. Böhm G. Zenéjét szerzé Massé. V. (27 l.) 1879.
- 123. Gondinet Edmund. A király mondta. Vig opera. 3 felv. Ford. Huszár Imre. Zenéjét szerzé Delibes Leo. (72 l.) 1879.
- 124. Bulyovszky Gyula. Fuzio. Eredeti vigjáték 3 felv. (14 l.) 1879.
- 125. Szigligeti Ede. A nőuralom. Vigjáték 3 felv. (55 l.) 1879.
- 126. Jókai Mór. Hős Pálffy. Drámai jelenetek 3 képben. (39 l.) 1879.
- 127. Szigligeti Ede. Egy szekrény rejtelme. Eredeti szinmü 3 szakaszban, dalokkal. (61 l.) 1879.
- 128. Váradi Antal. Az eredendő bün. Eredeti dráma 4 felv. (22 l.) 1879.
- 129. Szigligeti Ede. Dalos Pista. Eredeti vigjáték 3 szakaszban, dalokkal. (58 l.) 1879.
- 130. Szigligeti Ede. Házassági három parancs. Eredeti vigjáték 3 felv. (49 l.) 1879.
- 131. Szigligeti Ede. A lelencz. Eredeti szinmü 4 felv. (57 l.) 1879.
- 132. Szigligeti Ede. A fény árnyai. Eredeti szomorujáték 5 felv. (84 l.) 1879.
- 133. Vaëz Gusztáv. Rita. Vig dalmü 1 felv. Ford. Kuliffay Ede. Zenéjét szerzette Donizetti. (31 l.) 1879.
- 134. Berczik Árpád. Jótékony czélra. Vigjáték 3 felv. (78 l.) 1880.
- 135. Scribe és Saint Georges. A korona gyémántjai. Vig dalmü 3 felv. Ford. id. Ábrányi Kornél. Zenéjét irta Nuber. (79 l.) 1880.
- 136. Váradi Antal. A tőr. A m. tud. akadémia által a gr. Teleki alapitványból 100 arany pályadijjal jutalmazott vigjáték 3 felv. …
- 137. Barbier Gy. és Carré M. Philemon és Baucis. Dalmü 2 felv. Zenéjét szerzé Gonnod Károly. Magyarra ford. id. Ábrányi Kornél. (…
- 138. Gondinet E. és Gille F. Jean de Nivelle. Vig opera felv. Fod. Váradi Antal. Zenéjét szerzé Delibes Leo. (60 l.) 1880.
- 139. Porzsolt Kálmán. A párbaj. Szinmü 1 felv. (28 l.) 1880.
- 140. Marton Madison János. Box és Cox. Vigjáték 1 felv. (20 l.) 1880.
- 141. Boito Arrigo. Mefistofeles. Opera 4 felv. prologussal és epilogussal. Ford. Radó Antal. (39 l.) 1882.
- 142. Dumanoir és d’Emmery. Don Caesar de Bazan. Vigjáték 5 felv. Ford. Diósy. (49 l.) 1882.
- 143. Hahn Rezső. A miniszter előszobájában. Dramolet 1 felv. Ford. N. N. (15 l.) 1883.
- 144. Fredro Sándor gr. Az egyetlen leány. Vigjáték 1 felv. A nemzeti szinház részére ford. Radnótfay Sámuel. (42 l.)…
- 145. Heródás. Dalmü 3 felv. és 6 képben. Zenéjét irta Massanet, szövegét Milliet, Gremont és Zanardini. Ford. Ábrányi Emil. (42 l…
- 146. Gluck. A rászedett kadi. Vig dalmü 1 felv. Ford. Ábrányi Emil. (27 l.) 1883.
- 147. A másé. Vigjáték 1 felv. (28 l.) 1883.
- 148. Wagner Richard. A nürnbergi mesterdalnokok. Dalmü 3 felv. Ford. dr. Váradi Antal. (98 l.) 1883.
- 149. Moliné. Orpheus. Dalmű 3 felv. Ford. Ábrányi Emil. Zenéjét irta Gluck. (22 l.) 1883.
- 150. Gorrio Tóbiás. Gioconda. Opera 4 felv. Ford. dr. Radó Vilmos. Zenéjét szerzette Ponchielli Hamilcar. (48 l.) 1883.
- 151. Leurén és Beauplon. A nürnbergi baba. Vig opera 1 felv. Fod. Havi Mihály. Zenéjét szerzette Ádám Adolf. (30 l.) 1884.
- 152. Hicmer K. T. Abu Hassan. Vig dalmü 1 felv. Ford. Ábrányi Emil. Zenéjét szerzette Weber K. M. (26 l.) 1884.
- 153. Kastelli J. T. Cselre cselt. Vig dalmü 1 felv. Ford. Ábrányi Emil. Zenéjét szerzé Bertha Sándor. (28 l.) 1884.
- 154. Millet Pál és Levallois Jules. Mátyás király. Vig dalmü 1 felv. ford. Ábrányi Emil. Zenéjét szerzé Bertha Sándor. (28 l.) 18…
- 155. Sulyovszky Ignác. A házasság politikája. Vigjáték 1 felvonásban. (18 l.) 1886.
- 156. Beniczkyné Bajza Lenke. Rhea grófné. Színmű 4 felvonásban. (56 l.) 1886.
- 157. Csiky Gergely. Janus. Tragédia 5 felvonásban. (112 l.) 1886.
- 158. Ábrányi Emil. A végrehajtó. Eredeti vigjáték 1 felvonásban. (35 l.) 1886.
- 159. Giacoso Giuseppe. Az apród. Dramolet egy felvonásban. Olaszból fordította Radó Antal. (8-r. 18 l.) 1887.
- 160. Karczag Vilmos. A hitves. Szinmű 4 felvonásban. (73 l.) 1888.
- 161. Gerő Károly. Az eladó leány. Szinmű 3 felvonásban. A m. t. Akadémia által a Teleky-díjjal jutalmazott pályamű. (101 l.) É. n.
- 162. Váradi Antal. A hun utódok. Szomorújáték 3 felvonásban. (92 l.)
- 163. Csiky Gergely. Örök törvény. Színmű 3 felvonásban. (77 l.)
- 164. Barriére Tódor és Sardou V. Az idegesek. Vígjáték 3 felvonásban. Fordította Váradi Antal. (86 l.)